# كيجان كونور تراسي
كيجان كونور تراسي هي ممثلة كندية، ولدت في 3 ديسمبر 1971 في كندا.

## أعمال

### أفلام
- (2001) بلاك وودز
- (2003) الوجهة النهائية 2[4]
- (2005) الفوضى
- (2006) الشبكة 2.0
- (2008) النساء[5]
- (2012) الرفقة الدائمة[6]
- (2015) ديد ريسنج
- (2015) ديساندنتس
- (2016)  نهاية اللعبة

### مسلسلات
- كان ياما كان
- نزل بيتس[7]

## وصلات خارجية
- كيجان كونور تراسي على موقع IMDb (الإنجليزية)
- كيجان كونور تراسي على موقع روتن توميتوز (الإنجليزية)
- كيجان كونور تراسي على موقع ألو سيني (الفرنسية)
- كيجان كونور تراسي على موقع تيرنر كلاسيك موفيز (الإنجليزية)
- كيجان كونور تراسي على موقع أول موفي (الإنجليزية)
- كيجان كونور تراسي على موقع قاعدة بيانات الأفلام السويدية (السويدية)
- كيجان كونور تراسي على موقع قاعدة بيانات الفيلم (الإنجليزية)
- كيجان كونور تراسي على موقع كينوبويسك (الروسية)